# Laternmaß

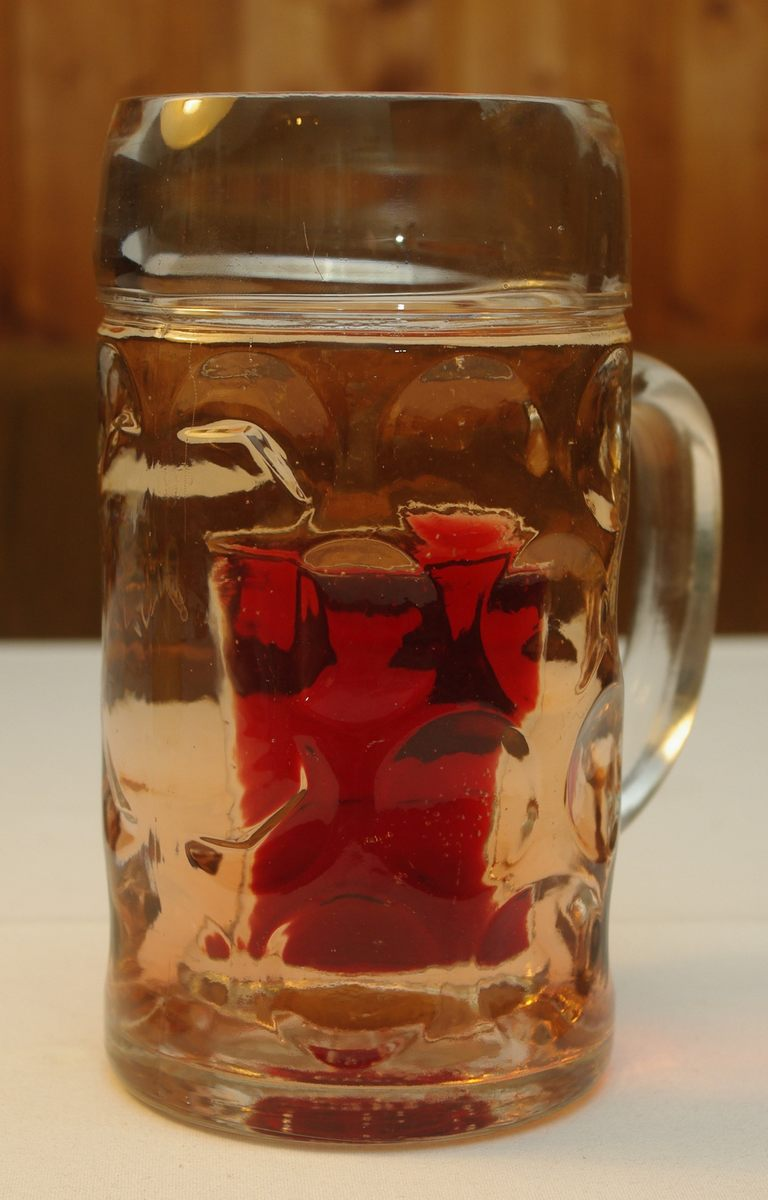
Fertige Laterndlmaß

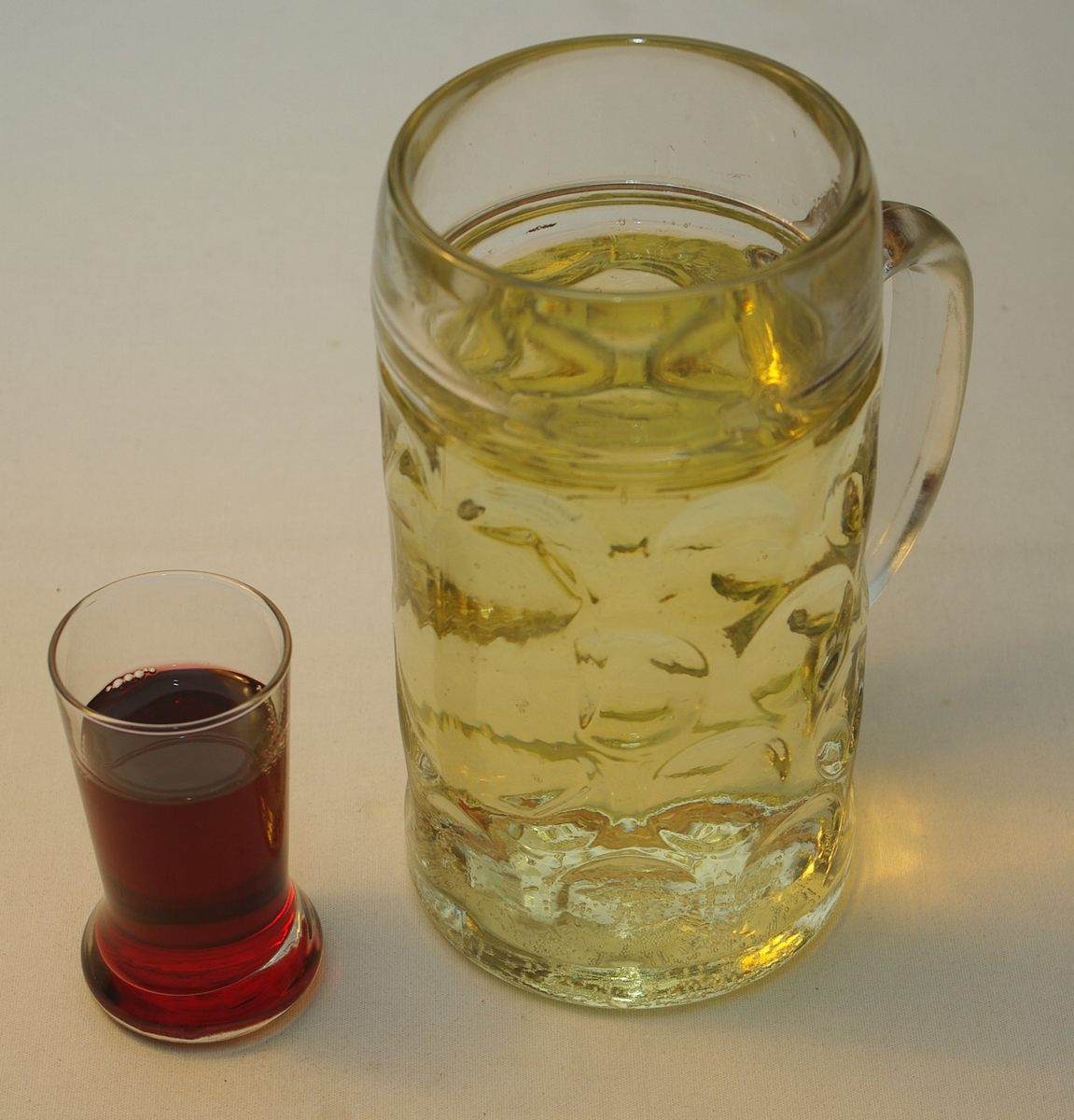
Laterndlmaß während der Zubereitung

Die Laternmaß, auch Lotarn, Laterndlmaß, Laternenmaß, Schlusslicht, Lateramaß oder Lichtlamoos, Laternche(n) ist ein alkoholhaltiges Getränk, das in einem Maßkrug serviert wird. Je nach Region besteht es aus 0,5 Liter Weißwein oder seltener hellem Bier, 0,5 Liter Zitronenlimonade und Kirschlikör. Es sind auch andere Zubereitungen bekannt, wie z. B. mit Mineralwasser als saure statt süßer Weinschorle. In hessischen Gefilden ist das Getränk auch mit Apfelwein statt Weißwein bekannt.

## Zubereitung
Zwei Gefäße sind nötig: 
- ein gläserner Maßkrug
- ein Sekt- oder anderes Stielglas bzw. ein Schnapsglas

Zwei Zubereitungsvarianten sind bekannt:
- Schorle oder Radler in den Maßkrug füllen und anschließend das andere mit dem Likör gefüllte Glas darin versenken, so dass es am Boden zum Stehen kommt
- das mit Kirschlikör gefüllte Stielglas in den Maßkrug stellen und diesen anschließend mit Weinschorle auffüllen

So serviert sieht das Getränk zunächst aus wie eine Laterne. Beim Trinken kippt das Glas und der Kirschlikör vermischt sich zunehmend mit der restlichen Mischung. Im letzten Schluck ist so meist deutlich mehr Likör enthalten als im ersten Schluck.